# Magali Woch
Magali Woch, née le 30 juillet 1981 à Paris, est une actrice française devenue avocate au barreau de Paris en 2019.

## Biographie
Magali Woch lors de sa formation fait notamment le Conservatoire municipal du Centre de Paris. Elle commence sa carrière d'actrice au cinéma auprès des réalisateurs tels que Noémie Lvovsky et Arnaud Desplechin, se faisant notamment remarquer dans le rôle d'Arielle la « chinoise », dans Rois et Reine (2004) qui lui vaut une nomination au César du meilleur espoir féminin lors des César 2005.
En 2019, elle devient avocate au barreau de Paris. En 2020, elle est deuxième secrétaire de la conférence des avocats du barreau de Paris.

## Filmographie

### Cinéma
- 1998 : La vie ne me fait pas peur de Noémie Lvovsky (et version télévisée, Petites) – Émilie
- 2001 : Filles perdues, cheveux gras de Claude Duty – Une lycéenne moqueuse
- 2001 : Peau d'ange de Vincent Pérez – Josiane
- 2002 : Il est plus facile pour un chameau... de Valeria Bruni Tedeschi – La jeune patiente
- 2004 : Rois et Reine d'Arnaud Desplechin – Arielle, la « chinoise »
- 2005 : Douches froides d'Antony Cordier – Natacha
- 2005 : Gentille de Sophie Fillières – Sonia
- 2006 : Une grande année (A Good Year) de Ridley Scott – La secrétaire
- 2006 : La Disparue de Deauville de Sophie Marceau – Constance
- 2006 : La Vie d'artiste de Marc Fitoussi – Manu
- 2009 : L'Empreinte des lieux de Grégory Rateau
- 2010 : À la lune montante d'Annarita Zambrano
- 2010 : Copacabana de Marc Fitoussi – Sophie
- 2011 : Les Yeux de sa mère de Thierry Klifa – Capucine
- 2011 : Sibylle de Naël Marandin –
- 2018 : Les Dents, pipi et au lit d'Emmanuel Gillibert – Florence
- 2020 : L'Affaire Marvin de Lewis Eizykman – Madame Granger

### Télévision
- 1997 : Petites de Noémie Lvovsky
- 2010 : La Commanderie (série télévisée) de Didier Le Pêcheur
- 2011 : Les Mauvais Jours de Pascale Bailly
- 2015 : Lui au printemps, elle en hiver de Catherine Klein – Sophie
- 2019 : La Maladroite d'Éléonore Faucher – Lieutenant Kharoubi

## Théâtre
- 2006 : Dolores Claiborne de David Joss Buckley, mise en scène Marie-Pascale Osterrieth, Théâtre des Bouffes-Parisiens
- 2008 : Elle t'attend de Florian Zeller, mise en scène de l'auteur, Théâtre de la Madeleine

## Distinctions
Elle est nommée pour le César du meilleur espoir féminin lors des César 2005 pour le film Rois et Reine de Arnaud Desplechin.